# Christiansholm, Köpenhamn
Christiansholm är en ö i Danmark.   Den ligger i Köpenhamn och Region Hovedstaden.